# Saqeit Al Misk
Saqeit Al Misk (arabe : ساقية المسك) ) est un village libanais situé dans le caza du Metn au Mont-Liban au Liban. La population est presque exclusivement chrétienne.